# Thiels-Burg
Die Thiels-Burg ist ein turmartiger Zentralbau im Avelsbach nordöstlich von Trier.

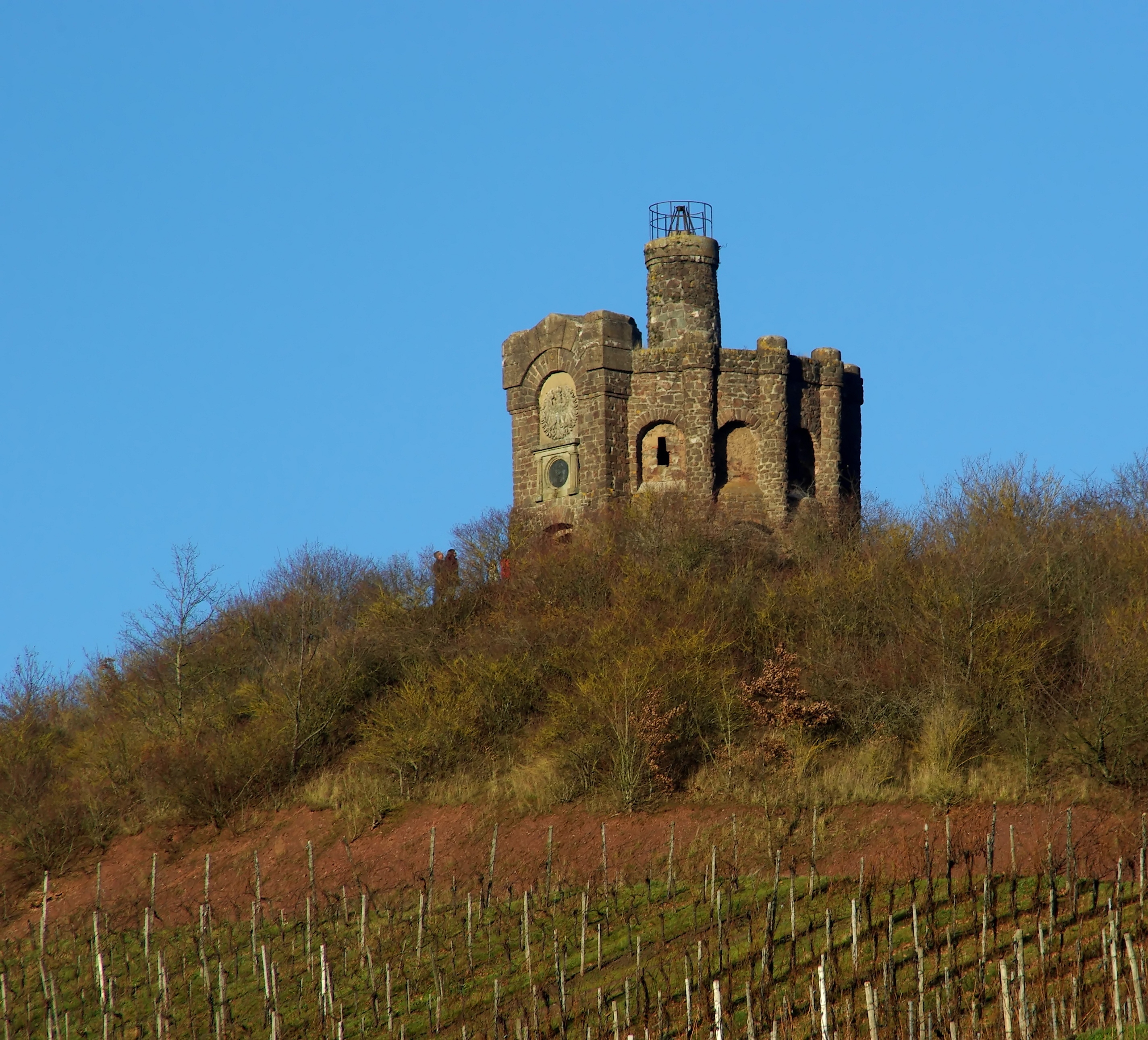
Sogenannte „Thiels Burg“ in der Weinbaudomäne Avelsbach in Trier.

Der turmartige Bau liegt oberhalb eines Weinbergs an prägnanter Stelle und ist daher vom Aveler Tal aus deutlich sichtbar, umgekehrt bietet er einen reizvollen Ausblick in die umgebende Landschaft und diente daher in früherer Zeit als Ziel für Ausflüge und Spaziergänge. Das kleine Bauwerk besteht aus Bruchsteinen und besitzt zwei Stockwerke, wobei das untere, sockelartige, von der Vorderseite, das obere (aufgrund der Hanglage) von der Rückseite her zu betreten sind. Die Pfeilergliederung des oberen Stockwerks, seine Zinnen und das Bruchsteinmauerwerk entsprechen dem Geschmack des Historismus. Das obere Stockwerk trägt einen schlanken Turmaufsatz auf dem ursprünglich ein Fahnenmast montiert war. Die Innenräume dienten allenfalls zu untergeordneten Zwecken, der dekorative Charakter des Gebäudes überwog.
Der Turm wurde als ein Denkmal für das preußische Engagement zur Förderung des Weinbaus und den Domänendirektor im preußischen Landwirtschaftsministerium Hugo Thiel 1910 errichtet. Dementsprechend trägt er an der Vorderseite unterhalb eines preußischen Adlers ein in Bronze gegossenes Reliefbildnis Thiels, das 1912 angebracht wurde. In den Türsturz der unteren Eingangstür sind zudem die Jahreszahl 1910 und ein stilisierter Komet eingemeißelt, er erinnert an den Durchzug des Halleyschen Kometen in diesem Jahr.
Ursprünglich war die obere Aussichtsplattform durch eine Treppe von der Rückseite her zugänglich, aus Sicherheitsgründen wurde dieser Zugang später entfernt, das Betreten des Bauwerks ist derzeit (Stand 2017) nicht möglich. Die Außenmauern und vor allem die Decken weisen starke Schäden auf und bedürfen der Restaurierung.